# Carl Bobies
Carl (Karl) Bobies (* 9. September 1865 in Wien; † 24. Juli 1897 ebenda) war ein österreichischer Landschaftsmaler.

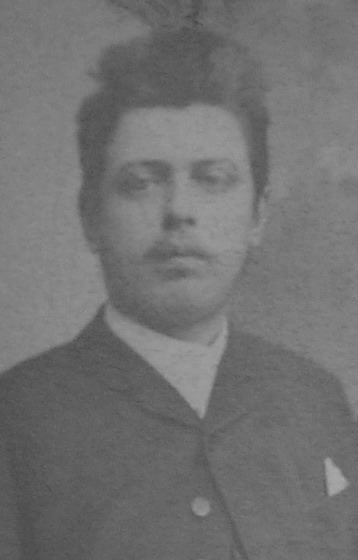
Carl Bobies (1865–1897)

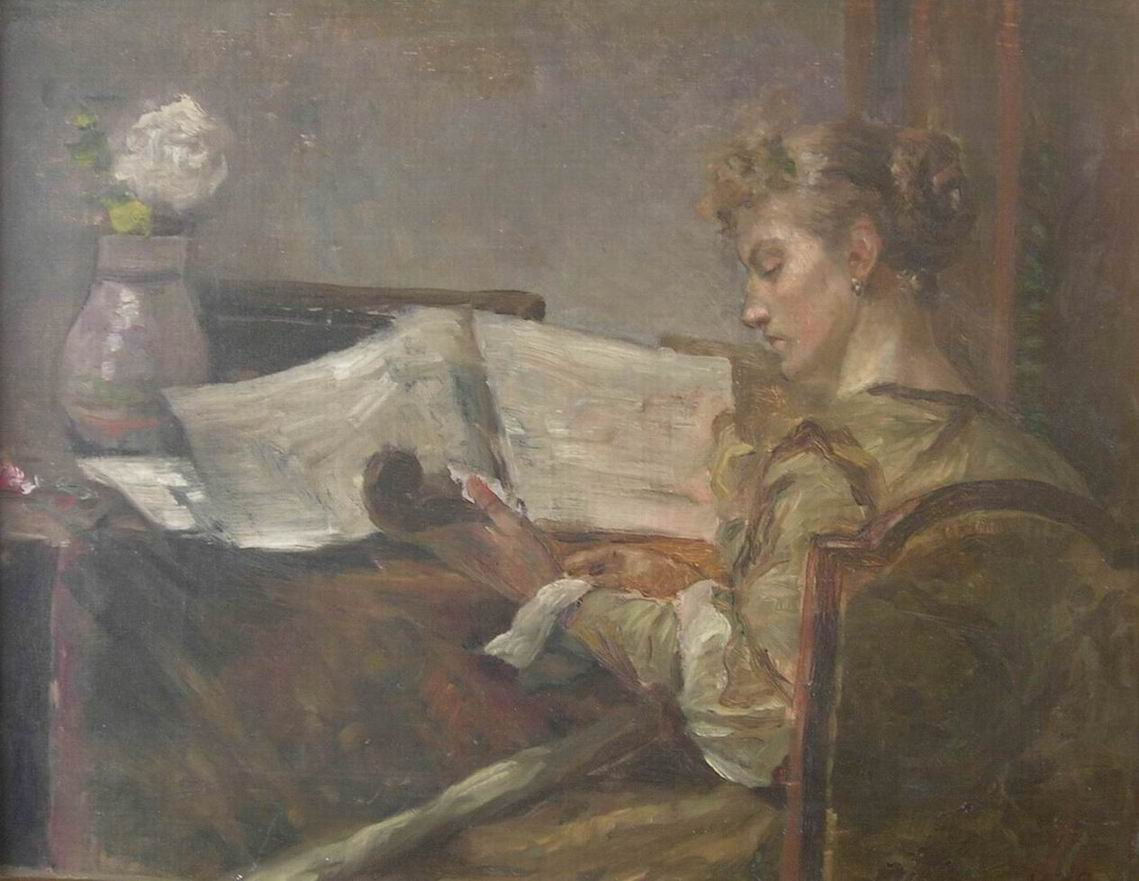
Ölbild von Carl Bobies: Die Schwägerin Friederike Bobies

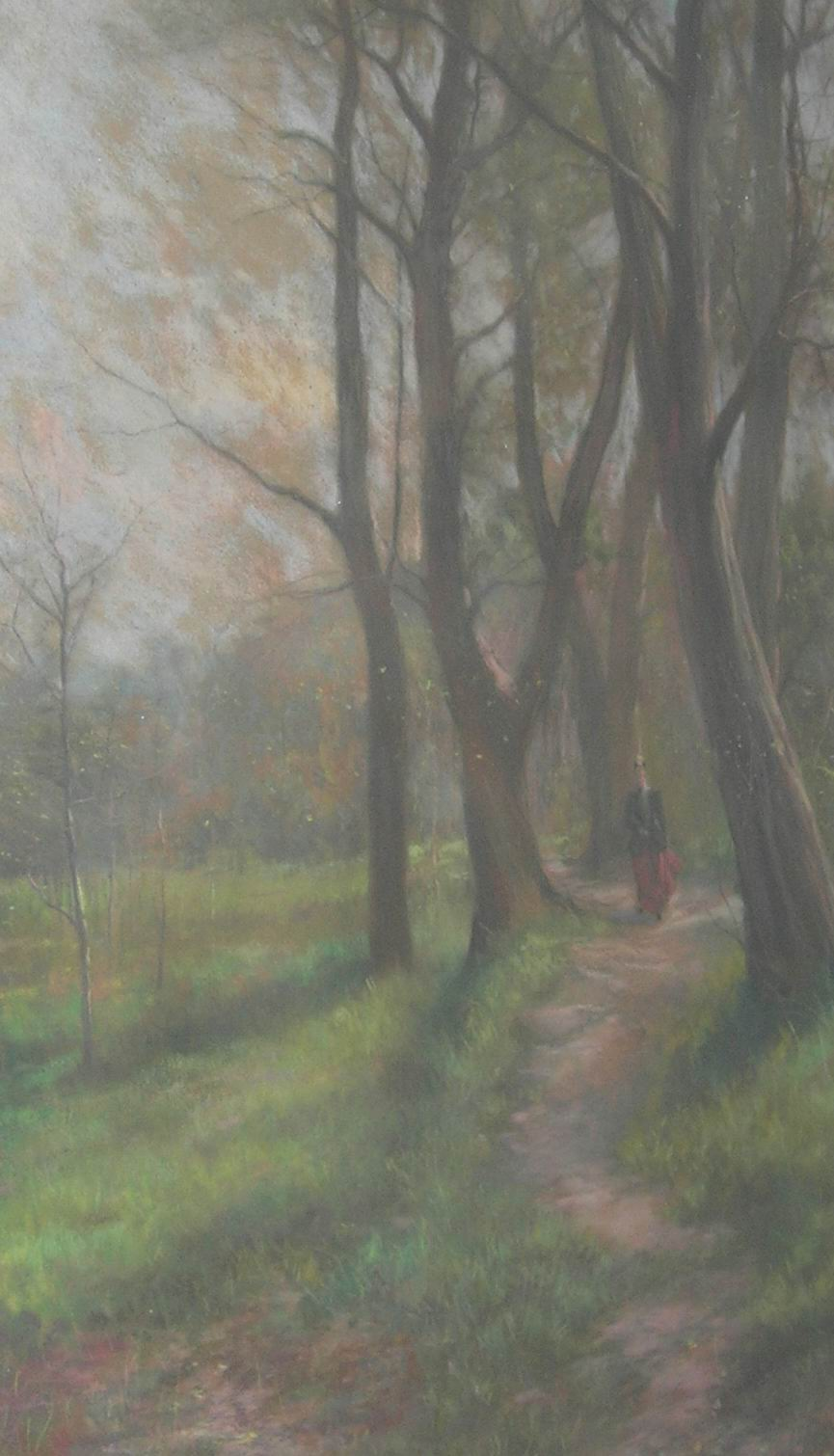
Carl Bobies: In den Praterauen (Teilansicht)

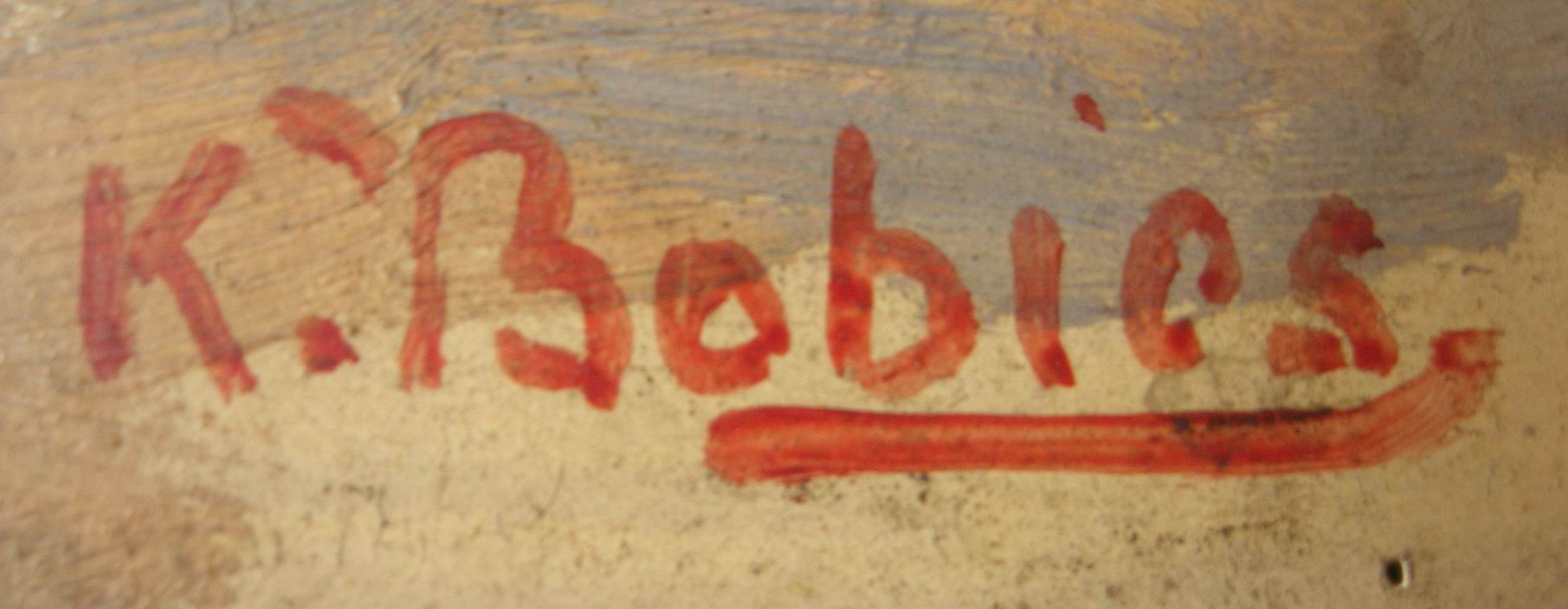
Carl Bobies Bildsignatur

## Leben
Carl Bobies entstammte einer im 18. Jahrhundert nach Österreich eingewanderten Familie, deren Wurzeln in Ostpreußen bzw. in Litauen lagen. Der Name wurde nicht mit langem i, sondern „Bobi – es“ ausgesprochen. Er war ein Cousin von Carl August Bobies (1853–1922), dem späteren Generaladvokaten des Obersten Gerichtshofes in Wien. Sein Onkel war der Wiener Gemeinderat und Mitbegründer des Schubertbundes Franz Bobies (1826–1891), sein Großneffe war der Wiener Dermatologe Wolf-Dietrich Wittels.
Carl Bobies studierte an der Wiener Akademie und wurde akademischer Maler. Seine Bilder zeigen noch eine gewisse naturalistische Darstellungsweise, wobei jedoch das grafische Element schon deutlich hinter die Farbe als primärem Gestaltungsmittel in den Hintergrund tritt. Die Ausführung ist schon eher skizzenhaft und gibt der Essenz Vorrang gegenüber der Detailtreue.
1894 auf der 3. Internationalen Kunstausstellung im Künstlerhaus in Wien stellte er eine Abendstimmung an der Donau und ein Pastellgemälde Vorfrühling aus. Ab 1897 war er selbst Mitglied des Wiener Künstlerhauses. Auf der 280. Kunstauktion des Wiener Dorotheums (Dezember 1917) wurde unter Nummer 909 ein 1894 datiertes und „K. Bobies“ signiertes Pastellgemälde Vorfrühling in den Donauauen versteigert. In der Sammlung Ludwig Lobmeyr befand sich ein, 1890 mit „K. Bobies“ signiertes Aquarell Alter Hof in Weißenkirchen a. d. Dona.
1954 wurde die „Bobiesgasse“ in Wien im 23. Bezirk nach ihm benannt.

## Literatur

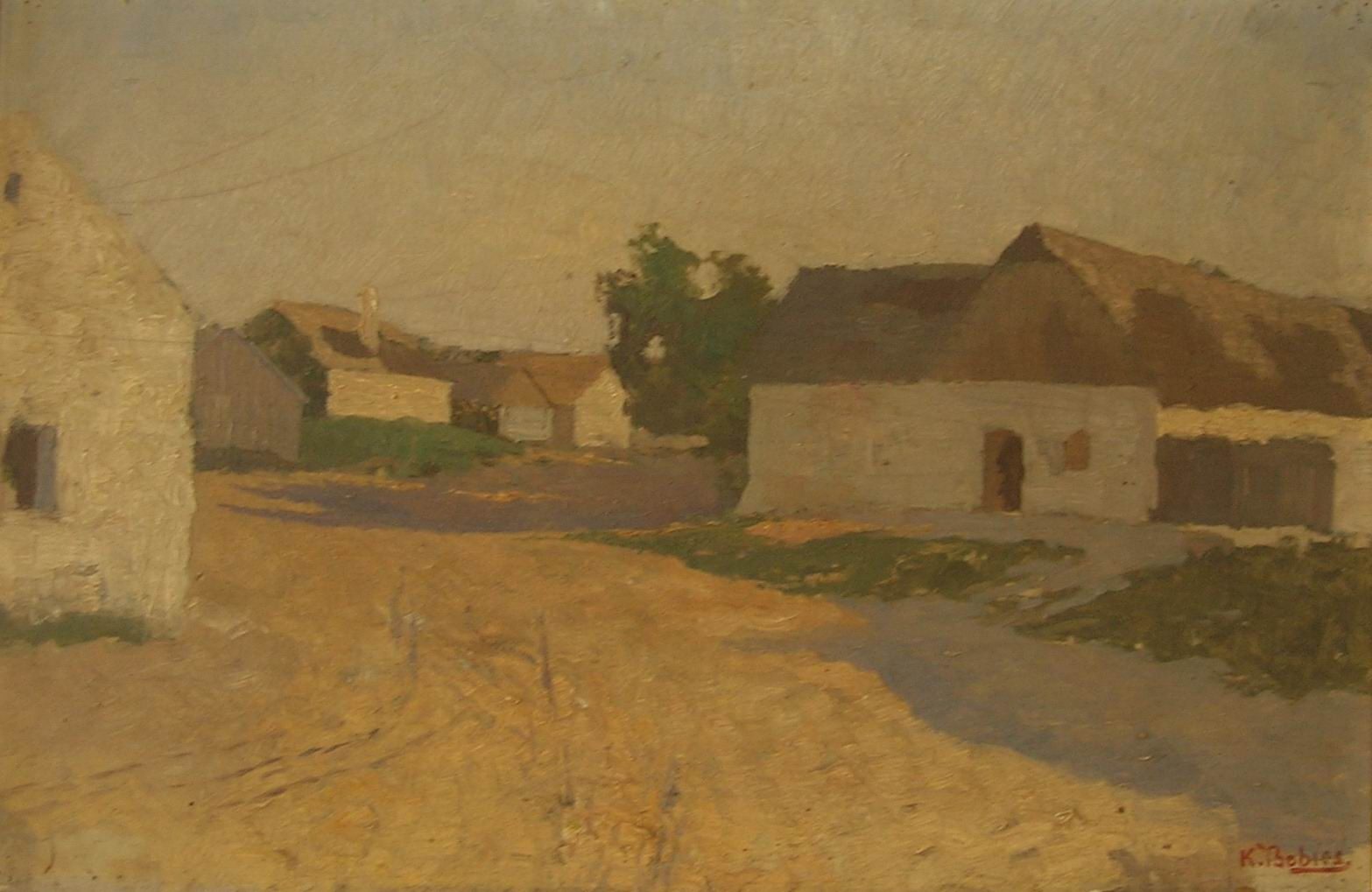
Ölbild von Carl Bobies: Haydn Geburtshaus in Rohrau